# Neoepiscardia romieuxi
Neoepiscardia romieuxi är en fjärilsart som beskrevs av László Anthony Gozmány. Neoepiscardia romieuxi ingår i släktet Neoepiscardia och familjen äkta malar. Inga underarter finns listade i Catalogue of Life.